# 海老名市立杉久保小学校
海老名市立杉久保小学校（えびなしりつ すぎくぼしょうがっこう）は、神奈川県海老名市杉久保北四丁目にある市立小学校。1979年に児童数1007人で開校。

## 沿革
出典
- 1979年
  - 4月1日 - 開校
  - 11月7日 - 体育館完成
- 1980年2月22日 - 校歌発表・体育館披露・第一回卒業証書授与式
- 1981年9月2日 - プール完成

## 教育方針
出典
自立・夢を拓く人
「豊かな心」「深める学び」「健やかな体」「社会との触れ合い」

## 通学区域
出典
- 大谷北4丁目17〜21
- 大谷南1丁目5〜11
- 大谷南2丁目15〜24
- 大谷南3丁目4〜29
- 大谷南4〜5丁目
- 大谷402〜437、462〜495、512〜526、545〜564、576〜585、586-1〜2、586-4〜5
- 国分寺台4～5丁目
- 杉久保北1丁目〜4丁目、5丁目1〜19、23〜30
- 杉久保南1丁目15〜23、27〜30、
- 杉久保南2丁目
- 杉久保1〜32、35〜47、61〜88、472〜535

## 主な進学先
出典
- 海老名市立大谷中学校

## 周辺施設
- 東名高速道路海老名SA
- 大谷近隣公園

## 出身著名人
- 水野良樹（ミュージシャン、いきものがかりリーダー）[4]
- 山下穂尊（ミュージシャン、元いきものがかり）[5]